# Dragoste fără sfârșit
Dragste fără sfârșit (în hindi अपने दम पर, transliterat: Apne Dam Par) este un film de acțiune indian din 1996, regizat de Arshad Khan și cu Mithun Chakraborty⁠(d), Shilpa Shirodkar⁠(d), Govinda⁠(d), Sonali Bendre⁠(d), Aasif Sheikh⁠(d), Shakti Kapoor⁠(d) și Raza Murad⁠(d) în rolurile principale.

## Rezumat
Ranjit Saxena (Shakti Kapoor⁠(d)), un om de afaceri bogat, plin de sine și mândru de statutul său înalt, plănuiește ca sora lui, Sapna (Shilpa Shirodkar⁠(d)), să se căsătorească cu fiul partenerului său de afaceri Verma (Raza Murad⁠(d)). Cu toate acestea, fără ca el să știe, Sapna se întâlnește cu Ram (Mithun Chakraborty⁠(d)), un mecanic cu o poziție socială inferioară. Înfuriat, Ranjit îi cere Sapnei să-l părăsească pe Ram, dar ea rămâne hotărâtă. El îl invită apoi pe Ram la conacul său, unde îl insultă și apoi îl mituiește pentru a o părăsi pe Sapna. Ram refuză, iar Verma și Ranjit conspiră să-l omoare. Această încercare este zădărnicită însă de Sapna, care este ucisă în locul iubitului ei. Zdrobit sufletește, Ram jură să nu se căsătorească niciodată și să aibă grijă de fratele său mai mic, Shayam (Irfan Kamal). Mulți ani mai târziu, Shayam, aflat acum la vârsta căsătoriei, îi spune lui Ram că s-a îndrăgostit de o fată pe nume Divya (Anita Nigam). Ram este de acord cu căsătoria și merge să cunoască părinții fetei, dar descoperă acolo că tatăl fetei este chiar Saxena.

## Distribuție
- Mithun Chakraborty⁠(d) — Ram, mecanic tânăr
- Shilpa Shirodkar⁠(d) — Sapna Saxena, sora lui Ranjit, iubita lui Ram
- Aasif Sheikh⁠(d) — Karan Verma, fiul lui Verma
- Irfan Kamal — fratele mai mic al lui Ram
- Shakti Kapoor⁠(d) — Ranjit Saxena, om de afaceri bogat
- Raza Murad⁠(d) — Verma, partenerul de afaceri al lui Ranjit
- Avtar Gill⁠(d) — Diwanji
- Kamaldeep — Chhote sarkar
- Mushtaq Khan⁠(d) — Mamaji
- Kunika⁠(d) — Mamiji
- Reema Lagoo⁠(d) — dna Saxena, soția lui Ranjit
- Shraddha Nigam⁠(d) — Divya Saxena
- Yunus Parvez⁠(d) — Rahim chacha
- Tej Sapru⁠(d) — Pandeyji
- Raju Shrestha⁠(d) — Raju
- Govinda⁠(d) — apariție specială
- Sonali Bendre⁠(d) — apariție specială
- Ayesha Julka⁠(d)

## Coloana sonoră
Muzica a fost compusă de Aadesh Shrivastava⁠(d), pe versuri scrise de Anwar Sagar, Shyam Raj, Madan Pal, Dev Kohli și Yogesh.

### Lista de piese
1. „Mujhe Is Tarah Se Dekha Hai Tune” - Udit Narayan⁠(d), Sadhana Sargam⁠(d)
2. „Dil Deewana Sanam, Aa Lag Jaa Gale” - Udit Narayan⁠(d), Sapna Mukherjee⁠(d)
3. „Tum Jo Rahoge Bas Khwaab Banke” - Vijeta Pandit⁠(d), Kumar Sanu⁠(d)
4. „Ek Ladki Pataka, Dil Pe Daal Gayi Daaka” - Abhijeet⁠(d), Poornima⁠(d)
5. „Teri Meri Aankh Ladi, Pyar Ki Masti Chadi” - Alisha Chinai⁠(d)
6. „Dil Ko Uda Ke Nazare Chura Ke” - Aadesh Shrivastava⁠(d)
7. „Aaraa Hile Chhaparaa Hile, Lachakegi Jab Kamariyaa” - Govinda⁠(d)